# Вигнанець (фільм, 1937)
«Вигнанець» (англ. Outcast) — американська драма режисера Роберта Флорі 1937 року.

## Сюжет
Лікар в маленькому містечку раптом виявляє себе об'єктом ганьби і переслідування, коли один з його пацієнтів закінчує життя самогубством.

## У ролях
- Воррен Вільям — доктор Венделл Філліпс / Філ Джонс
- Карен Морлі — Маргарет Стівенс
- Льюїс Стоун — Ентоні Еббот (юрист)
- Джекі Моран — Фредді Сіммерсон
- Джон Рей — Хенк Сіммерсон
- Естер Дейл — Гетті Сіммерсон
- Крістіан Раб — Олаф (камердинер)
- Вірджинія Сейл — Джессіка Тайт
- Рут Робінсон — місіс Мкаттер
- Мюррей Кіннелл — Ентоні «Тоні» Стівенс
- Гаррі Вудс — Грант
- Річард Карле — Муні
- Меттью Бетц — Дон гантон